# Mount Seymour
Der Mount Seymour ist ein 1449 m hoher Berg in der kanadischen Provinz British Columbia, im Mount Seymour Provincial Park.
Er liegt rund 15 Kilometer nördlich von Vancouver, zwischen dem Seymour River und dem Indian Arm.
Innerhalb der Pacific Ranges gehört der Berg zu den North Shore Mountains und bildet mit den benachbarten Bergen Mount Bishop und Mount Elsay wiederum die Fannin Range. Seine Erstbesteigung erfolgte am 16. August 1908 durch eine Seilschaft des BC Mountaineering Club.
Der Berg wurde nach Frederick Seymour benannt, von 1864 bis 1866 war er der zweite Gouverneur der Kolonie British Columbia und danach bis zu seinem Tod, im Jahre 1869, der erste Gouverneur der Vereinigten Kolonien von Vancouver Island und British Columbia.
Der Berg ist ein sehr beliebtes Wander-, Kletter- und Skigebiet.